# Sleepytime Gorilla Museum
Gli Sleepytime Gorilla Museum sono un gruppo musicale statunitense proveniente da Oakland in California.

## Storia
Dopo lo scioglimento degli Idiot Flesh, Dan Rathbun e Nils Frykdahl con Carla Kihlstedt degli Charming Hostess formarono gli Sleepytime Gorilla Museum a cui si aggiunsero Moe! Staiano e David Shamrock. Suonarono la prima volta il 22 giugno 1999, dove era presente una Banana slug (Ariolimax californicus). La notte seguente fu un vero concerto.
Poco tempo dopo la registrazione di Grand Opening and Closing (2001), il batterista David Shamrock lasciò la band e fu sostituito da Frank Grau.
Durante la registrazione del secondo album, Of Natural History (2004), Grau lasciò la band e fu sostituito da Matthias Bossi, poi uscì dal gruppo Moe! Staiano che fu sostituito da Michael Mellender. Nel gennaio del 2006 gli Sleepytime Gorilla Museum firmarono per la  The End Records con la quale ristamparono il loro album di debutto  Grand Opening and Closing con tre bonus track.
Durante l'inizio del 2007, furono annunciati il titolo e la tracklist del terzo studio album, In Glorious Times che è uscito il 29 maggio 2007. Prima dell'uscita dell'album, sia l'MP3 che il video di Helpless Corpses Enactment erano presenti già online.

## Stile musicale
Lo stile della band è molto influenzato da gruppi come Residents, Mr. Bungle, Thinking Plague, Univers Zero, White Zombie, Änglagård, King Crimson, Meshuggah e Secret Chiefs 3

## Formazione

### Formazione attuale
- Carla Kihlstedt - violino, voce, violino elettrico, nyckelharpa, organo, armonium, violino di Stroh (dal 1999)
- Dan Rathbun - basso, autoharp, liuto, tuba, trombone (dal 1999)
- Nils Frykdahl - voce, chitarra, chitarra a dodici corde, autoharp, flauto, flauto dolce, sassofono, tingsha (dal 1999)
- Matthias Bossi - batteria, glockenspiel, melodica, percussioni, pianoforte, xilofono (dal 2004)
- Michael Mellender - percussioni, fisarmonica, eufonio, chitarra, pianoforte giocattolo, tromba, xilofono (dal 2004)

### Ex componenti
- Moe! Staiano - percussioni, spatola, glockenspiel, marimba, molle, timpani(1999–2004)
- David Shamrock - batteria, pianoforte (1999–2001)
- Frank Grau - batteria, melodica (2001–2004)

## Discografia
- 2001 - Grand Opening and Closing
- 2004 - Of Natural History
- 2007 - In Glorious Times
- 2024 - Of the Last Human Being